# Spacewatch
Spacewatch és un projecte de la Universitat d'Arizona especialitzat en la recerca de planetes menors, incloent diversos tipus d'asteroides i estels. El director del projecte és Robert S. McMillan
Spacewatch va descobrir una lluna de Júpiter, ara anomenada Callirrhoe, que originalment va ser considerada per error com un asteroide.
Altres notables descobriments han estat (5145) Pholus, (20000) Varuna, 1998 KY26, (35396) 1997 XF11, i (48639) 1995 TL8. El projecte ha assolit redescubrir l'asteroide (719) Albert i ha trobat l'estel periòdic 125P/Spacewatch.